# Фридлунд, Эмили
Эмили Фридлунд (англ. Emily Fridlund; род. 1979) — американская писательница.

## Биография
Эмили Фридлунд родилась в 1979 году, выросла в Эдине, штат Миннесота, у своих бабушки и дедушки. Саму себя она описывает как «городскую девочку», которая выросла в пригороде «твин-ситиз», будучи средней из трёх детей. Её родители были любителями походов, поэтому Фридлунд много времени проводила на природе, особенно на северном берегу озера Верхнее в Миннесоте.
Фридлунд получила образование в St. Olaf College в Нортфилде, штат Миннесота, затем в Principia College в Элсахе, штат Иллинойс, который она окончила со степенью бакалавра. Училась в Вашингтонском университете, где получила степень магистра изящных искусств (M. F.A.). Затем преподавала в своем университете. Фридлунд также несколько лет жила в Лос-Анджелесе, где училась в Университете Южной Калифорнии. В 2014 году защитила там докторскую диссертацию по литературе и творческому письму.
Свои первые шаги в качестве писателя Фридлунд сделала, написав короткие рассказы. Ее работы публиковались в различных журналах, включая ZYZZYVA (Lock Jaw, 2014), Boston Review (Expecting, 2004), Southwest Review, New Orleans Review, The Portland Review. Фридлунд описывает себя как неторопливого писателя, который не использует черновики в своём творчестве. «Я, наверное, больше всего думаю о языке — особенно о ритме, ритме предложений», — говорит Фридлунд, которая часто работает от предложения к предложению, что, по её собственному признанию, является сложным способом работы.
В 2017 году Фридлунд опубликовала «Историю волков», свой дебютный роман, финансовую поддержку которому оказал грант Мемориального фонда феминистских проектов Барбары Деминг. В центре сюжета — 14-летний подросток, растущий в изоляции в бывшей коммуне в маленьком городке на севере Миннесоты. Только благодаря дружбе с семьей недавно приехавшего профессора, у которого она работает няней, она чувствует свою принадлежность. Но когда девушка оказывается отвергнутой молодой семьей, она отчаянно борется за то, чтобы снова быть принятой ими, что приводит к разрушительным последствиям.
Первая глава «Истории волков» изначально была основана на одноимённом рассказе, который Фридлунд написала для писательского семинара в Университете Южной Калифорнии, где в то время она также писала докторскую диссертацию. По словам Фридлунд, она написала рассказ относительно быстро по её меркам, но перерабатывала его в течение нескольких лет. В 2013 году публикация принесла ей премию McGinnis-Ritchie Award от Southwest Review. Фридлунд нашла персонаж Линды «интересным, трудным и странным» настолько, что посвятила ей свой первый роман. В Калифорнии она также скучала по смене времен года и лесам родной Миннесоты. В результате для своего дебютного романа она придумала местечко «Лоуз Ривер», расположенное к западу от Дулута и к северу от Брейнерда. На создание романа Фридлунд вдохновили походы, в которые она ходила с детства. Она также вернулась в северную Миннесоту несколько лет спустя, чтобы написать роман. Фридлунд отдала первый черновик своей подруге-автору Эйми Бендер, с которой она училась в Калифорнии и с которой позже стала соавтором романа.
В год публикации «История волков» была включена в шорт-лист Букеровской премии, что позволило 38-летнему автору привлечь внимание международной аудитории. Национальное общественное радио назвало первую работу Фридлунд «захватывающим дебютом», а критик Меган Хустад (New York Times) описала её как «роман идей», который читается как «умная целлюлоза», и оценила «Историю волков» как «захватывающую книгу мастерства и калибровки». Помимо Эйми Бендер, болезненный роман воспитания Фридлунд получил признание и от других американских писателей, таких как Т. К. Бойл и Бен Маркус. В 2018 году «История волков» была удостоена премии Sue Kaufman Prize for First Fiction. Годом позже роман вошел в шорт-лист Дублинской литературной премии.
В октябре 2017 года издательство Sarabande Books опубликовало «Катапульту», первый сборник из одиннадцати рассказов Фридлунда. Publishers Weekly назвал этот сборник «хитрым и удивительным, в центре которого — герои, сталкивающиеся с острой, но повседневной борьбой в отношениях, которые кажутся удушающими и реальными». В 2015 году Фридлунд получила премию Mary McCarthy Prize. «Катапульта» рассказывает об отношениях между девочкой-подростком и её парнем-христианином, которых связывают путешествия во времени, а его родители ошибочно полагают, что они живут половой жизнью.
В 2017 году Фридлунд работала над ещё одним романом, в котором речь пойдет о бесплодии, изменении климата и исчезновении ребенка.

### Личная жизнь
Эмили Фридлунд замужем, живёт в районе Фингер-Лейкс штата Нью-Йорк. Летом 2017 года у неё родился сын. Фридлунд преподает в Корнельском университете.